# Roberto Souper Onfray
Roberto Souper Onfray (Angol, 2 maggio 1927 – Santiago del Cile, 24 agosto 2015) è stato un militare cileno, famoso per aver comandato le truppe golpiste cilene durante il Tanquetazo, il fallito tentativo di colpo di stato contro il governo cileno di Salvador Allende avvenuto il 29 giugno 1973.